# Gergely Salim
Gergely Salim (Dar es-Salam, Tanzania, 1 de abril de 1972) es un deportista danés de origen húngaro que compitió en taekwondo. Su hijo Omar compite en el mismo deporte.
Ganó tres medallas en el Campeonato Mundial de Taekwondo entre los años 1991 y 1995, y tres medallas de oro en el Campeonato Europeo de Taekwondo entre los años 1990 y 1994.

## Palmarés internacional
| Representando a Dinamarca |                             |                   |           |
| Campeonato Mundial        |                             |                   |           |
| Año                       | Lugar                       | Medalla           | Categoría |
| 1991                      | Atenas (Grecia)             | Medalla de oro    | –50 kg    |
| 1993                      | Nueva York (Estados Unidos) | Medalla de plata  | –50 kg    |
| Campeonato Europeo        |                             |                   |           |
| Año                       | Lugar                       | Medalla           | Categoría |
| 1990                      | Aarhus (Dinamarca)          | Medalla de oro    | –50 kg    |
| 1992                      | Valencia (España)           | Medalla de oro    | –50 kg    |
| 1994                      | Zagreb (Croacia)            | Medalla de oro    | –50 kg    |
| Representando a Hungría   |                             |                   |           |
| Campeonato Mundial        |                             |                   |           |
| Año                       | Lugar                       | Medalla           | Categoría |
| 1995                      | Manila (Filipinas)          | Medalla de bronce | –54 kg    |